# Erika Sema
Erika Sema (jap. 瀬間詠里花, Sema Erika; ur. 24 listopada 1988 w Tokio) – japońska tenisistka.

## Kariera tenisowa
Zadebiutowała w 2003 roku, w wieku piętnastu lat, na turnieju ITF w Hiroszimie. W grze singlowej udanie przeszła kwalifikacje, ale odpadła w pierwszej rundzie turnieju głównego, natomiast w grze deblowej doszła do półfinału.
W 2007 roku wygrała pierwsze turnieje w karierze i to zarówno w grze singlowej, jak i deblowej. W deblu towarzyszyła jej starsza siostra Yurika Sema. W sumie wygrała jedenaście turniejów singlowych i czterdzieści cztery deblowe rangi ITF.
W rozgrywkach cyklu WTA wzięła udział po raz pierwszy w 2011 roku, uczestnicząc w kwalifikacjach do turnieju wielkoszlemowego Australian Open. Pokonała w pierwszej rundzie Kristynę Pliskovą i przegrała w drugiej z Chan Yung-jan.

## Wygrane turnieje rangi ITF
| turnieje z pulą nagród 100 000 $ |
| turnieje z pulą nagród 75 000 $  |
| turnieje z pulą nagród 50 000 $  |
| turnieje z pulą nagród 25 000 $  |
| turnieje z pulą nagród 15 000 $  |
| turnieje z pulą nagród 10 000 $  |

### Gra pojedyncza
|     | Data       | Turniej       | Kat. | ($)    | Naw.   | Finalistka             | Wynik         |
| 1.  | 11/03/2007 | Hamilton      | ITF  | 10 000 | twarda | Anna Smith             | 6:3, 7:5      |
| 2.  | 10/06/2007 | Tokio         | ITF  | 10 000 | twarda | Chiaki Okadaue         | 6:3, 2:6, 6:3 |
| 3.  | 14/06/2009 | Tokio         | ITF  | 10 000 | twarda | Erika Takao            | 6:4, 6:0      |
| 4.  | 10/10/2010 | Port Pirie    | ITF  | 25 000 | twarda | Victoria Larrière      | 6:1, 4:6, 6:3 |
| 5.  | 17/10/2010 | Mount Gambier | ITF  | 25 000 | twarda | Ana-Clara Duarte       | 6:2, 6:3      |
| 6.  | 21/11/2010 | Wellington    | ITF  | 25 000 | twarda | Elitsa Kostova         | 6:2, 3:6, 6:4 |
| 7.  | 29/05/2011 | Niigata       | ITF  | 25 000 | twarda | Sachie Ishizu          | 7:6, 6:4      |
| 8.  | 28/10/2012 | Seul          | ITF  | 25 000 | twarda | Mai Minokoshi          | 6:1, 7:5      |
| 9.  | 15/09/2013 | Inczon        | ITF  | 25 000 | twarda | Yurika Sema            | 6:3, 6:4      |
| 10. | 14/06/2015 | Kashiwa       | ITF  | 25 000 | twarda | Riko Sawayanagi        | 6:4, 6:4      |
| 11. | 19/12/2021 | Monastyr      | ITF  | 15 000 | twarda | Eliessa Vanlangendonck | 3:6, 6:4, 6:3 |